# Подосинки (платформа)
Подоси́нки — остановочный пункт Казанского направления Московской железной дороги в городском округе Ликино-Дулёво Московской области.

## Расположение
К северо-западу от остановочного пункта находится деревня Костино округа. Название остановочного пункта не привязано к этой местности — оно перенесено с платформы Ухтомская, ранее (до 1918 года) именовавшейся Подосинки. Никаких осиновых лесов и населённых пунктов с таким названием вблизи остановочного пункта не было и нет. Старое название до 1925 года — 82 км.

## Описание
Остановочный пункт имеет две боковые платформы, соединённые между собой настилами. На платформе останавливаются в среднем 36 электропоездов на Куровскую и 34 электропоезда на Москву-Казанскую. Ближайшие населённые пункты — Костино и Анциферово, Яковлевское.
К западу от платформы располагается неохраняемый железнодорожный переезд на дороге Анциферово — Давыдово. В 1990 году на этом переезде в товарный поезд врезался автобус.